# 1926 في غواتيمالا
فيما يلي قوائم الأحداث التي وقعت خلال عام 1926 في غواتيمالا.

## سياسة

### تعيين في المنصب
- 26 سبتمبر – لازارو شاكون غونزاليس رئيس غواتيمالا [الإنجليزية]‏.

## مواليد

### يونيو
- 16 يونيو – إفراين ريوس مونت سياسي غواتيمالي كان رئيس غواتيمالا في الفترة من 1982 إلى 1983.

## وفيات

### سبتمبر
- 26 سبتمبر – خوسيه ماريا أوريانا (مواليد 1872) عسكري غواتيمالي.